# مینا ریس
مینا ریس (انگلیسی: Mina Rees; ۲ اوت ۱۹۰۲ – ۲۵ اکتبر ۱۹۹۷) دانشمند در زمینه ریاضیات اهل ایالات متحده آمریکا بود.